# HP 33s
hp 33s (F2216A) はヒューレット・パッカードによって販売された関数電卓であった。
hp 33s は HP-32SII の後継機種として2003年に発売された。そして、2007年に hp 33s の後継機種 HP 35s の発売と同時に生産終了となった。
hp 33s は台湾の Kinpo Electronics によって共同設計及び製造された。2001年にヒューレット・パッカードの電卓部門が閉鎖されたためである。

## 機能
主要な機能を以下に示す。
- RPNモード あるいは ALG（algebraic)モードを選択可能
- 2行LCDディスプレイ
- 科学技術数学機能
- キーストローク言語によるプログラミング。ブール代数とプログラム制御コマンドとライン編集（挿入と削除）が使える。
- "equation list" 方程式エディタ（中置記法のみ）は、キーストロークプログラミングの中だけでなく、単独の方程式でも使える。
- ソルバー機能（1変数だけ未知の方程式と関数を解く）
- 関数積分機能
- 全ての数学的操作と機能が全モードで完全に機能する
- 単位変換と定数
- ユーザーが 31 KB の RAM を利用可能

HP-32SIIからの主な違いは以下である。
- キー配置と外観の激的な変更
- メモリーが 2 KB から 32 KB へ増大（ユーザー領域ではなく実際に搭載している容量？）
- より高速なプロセッサ
- 関数の増加
- RPNだけでなくALG（中置記法）入力モード
- 2行表示ディスプレイ
- 方程式の長さは255文字に制限されていた（HP-32SIIの場合、特に制限はない）

## 評判
hp 33s は後継機種の HP 35s よりも論理バグが少ないと一般的に考えられている。しかしながら、非常に変わっているシェブラン（山形紋）様式のキーパッドは奇怪であり、他のHPプロフェッショナル電卓と比べて使い難いとユーザーに見なされてきた。

## 改訂
hp 33s は多くの改訂を行っており、初期モデルの最も広まっている2つの問題を解決してきた（すなわち、表示装置の品質の低さとキーパッドの反応の悪さ）。